# Cucurbita palmeri
Cucurbita palmeri L.H. Bailey es un nombre de especie de Cucurbita establecido por Bailey (1943) sobre la base de un único espécimen depositado en un herbario y encontrado en Sinaloa (México) al que le faltaban frutos y raíz (:298-301), esperando que "quizás la publicación de [el desorden en los herbarios como] nuevas especies fuera a estimular nuevas colectas" (:269). El nombre fue tomado del colector que figuraba en el herbario, E. Palmer en 1891.
En 1989 Merrick y Bates concluyeron que el espécimen se incluía en la circunscripción de la especie biológica o comunidad reproductiva a la que correspondía el nombre de Cucurbita argyrosperma, y como el "tipo" era el más antiguo dentro de las poblaciones espontáneas del noroeste de México (escapadas de las variedades cultivadas?) de "la subespecie cultivada" Cucurbita argyrosperma subsp. argyrosperma, han recibido el nombre de Cucurbita argyrosperma subsp. argyrosperma var. palmeri durante el tratamiento subespecífico de Cucurbita argyrosperma (Merrick y Bates 1989).
En 1995 Lira Saade en su monografía retomó los conceptos taxonómicos de una subespecie "cultivada" y una "silvestre" pero recircunscribió los grupos en relación con Merrick y Bates (1989), el espécimen nombrado como C. palmeri quedó ubicado en la subespecie "silvestre", y como en ésta el epíteto sororia era anterior a palmeri (fue establecido antes en la misma monografía), el epíteto palmeri quedó sin utilizar. Los nombres aceptados de las dos subespecies se mantuvieron como en Merrick y Bates (1989). "En nuestra opinión [Lira Saade, TC Andres, M Nee], las características morfológicas empleadas por Merrick y Bates (1989) para separar a las variedades cultivadas son difíciles de usar en la práctica con propósitos de identificación, mientras que en el caso de la variedad palmeri, pensamos que sus características no difieren mucho de las que pueden encontrarse en las plantas silvestres del grupo, ni tampoco de las de híbridos espontáneos entre estas últimas y las plantas cultivadas del grupo o de alguna otra especie como C. moschata. Híbridos de este tipo han sido debidamente documentados recientemente para algunas regiones de México (por ejemplo los reportados entre plantas del grupo argyrosperma para el estado de Jalisco por Decker (1986) o entre la ssp. sororia y C. moschata para el estado de Chiapas por Lira 1991a y Wilson 1990). Por estas razones, nosotros hemos decidido reconocer sólo a las dos subespecies propuestas por Merrick y Bates (1989), ubicando a todos los tipos cultivados del grupo dentro de la subespecie argyrosperma y a las formas silvestres o espontáneas dentro de la subespecie sororia, manteniendo desde luego a esta última como la contraparte silvestre del grupo."